# Војин Лазаревић
Војин Лазаревић (Никшић, 22. фебруар 1942) је бивши југословенски фудбалер. Највећи траг је оставио играјући за Црвену звезду и био је део једне од најуспешнијих генерација овог клуба.

## Играчка каријера
Каријеру је почео у Сутјесци из Никшића, за коју је играо од 1958. до 1966. године и три пута био најбољи стрелац Источне групе Друге лиге, а 1962. и најбољи играч другог ранга такмичења.

### Црвена звезда
У црвено-белом дресу играо је у два наврата, од 1966. до 1970. и од 1972. до 1974. године.
За Звезду је одиграо 214 званичних утакмица и постигао 134 гола. Рачунајући све утакмице забележио је 357 мечева уз 228 постигнутих погодака. Са 134 гола у такмичарским утакмицама шести је стрелац у клупској историји, а са 106 погодака у првенству је четврти на вечној листи Црвене звезде. У европским куповима је постигао 18 погодака за екипу из Љутице Богдана и по томе је шести у историји клуба. Чак у пет првенствених сезона био је најбољи стрелац тима (1966/67 – 15 голова, 1967/68 – 21 погодак, 1968/69 – 22 гола, 1971/72 – девет и 1972/73 – 25 голова).
Био је део једне од најбољих генерација у историји клуба и са Звездом освојио четири шампионске титуле (1968, 1969, 1970. и 1973. године), два национална купа 1968. и 1970. године, Средњоевропски куп 1968. године, два трофеја Супершампиона Југославије 1969. и 1972. и Куп прволигаша 1973. године. Најбољи стрелац лиге био је у сезонама 1968/69 са 22 гола и 1972/73, када је постигао 25 погодака и поделио прво место са Слободаном Сантрачем из ОФК Београда. У шампионској сезони 1967/68, на утакмици против Загреба, четири пута се уписао у стрелце у победи од 5:2. Те сезоне постигао је чак 31 гол у свим такмичењима и допринео освајању титуле, Купа и Средњоевропског купа, где је у реваншу финала против Спартака из Трнаве постигао два поготка у тријумфу од 4:1. Наредне сезоне је био херој 44. вечитог дербија, када је постигао два поготка у ремију на гостовању (2:2), а црвено-бели су касније одбранили шампионску титулу уз 22 Лазаревићева поготка у шампионату.
После треће узастопне титуле са црвено-белима 1970. године одлучио је да се опроба у иностранству. Пре тога је против славног Сантоса постигао три гола у пријатељској утакмици у Београду. За Сантос је играо славни Пеле, а утакмица је завршена ремијем 3:3.

### Иностранство
Каријеру је наставио у дресу белгијског Лијежа, где се кратко задржао због сукоба са тренером Мишом Павићем. Војин је био четврти странац у тиму, а по тадашњим правилима у Белгији су на терену могла да играју само тројица за једну екипу, па је одлучено да Лазаревић игра само на гостовањима, што се њему није свидело. За Лијеж је на шест утакмица постигао један гол и брзо се преселио у француски Нанси, где је током 1971. године у две полусезоне постигао 11 голова на 31 утакмици.

### Повратак у Звезду
У Звезду се вратио у финишу сезоне 1971/72. Било му је довољно само шест утакмица у шампионату да постигне девет голова и још једном постане први стрелац Звезде. Сјајне партије пружио је у сезони 1972/73, када је постигао 25 голова у шампионату и као голгетер лиге допринео освајању још једне титуле шампиона. У Купу УЕФА је на пет утакмица постигао шест голова. Три пута се у стрелце уписао у првом колу против Лозане (5:1), а по једном је постигао гол у победама против Валенсије (3:1 и 1:0) и Тотенхема (1:0). У последњој сезони у клубу 1973/74, постигао је феноменалан гол у првом мечу осмине финала Купа шампиона против славног Ливерпула у победи од 2:1. Звезда је у два меча елиминисала енглески клуб са по 2:1, а Енглези су касније признали да је тај меч пресудно утицао на промену тактике Ливерпула, који је неколико година касније завладао европским клупским фудбалом.
Пред крај каријере наступао је и за канадски Торонто Метрос 1974. године, а копачке је окачио о клин у дресу Врбаса 1975. године.

### Репрезентација
Забележио је пет мечева за младу репрезентацију уз три постигнута гола. За репрезентацију Југославије је одиграо 5 утакмица између 1964. и 1969. и постигао је 1 гол. Први наступ за репрезентацију имао је 17. јуна 1964. против Румуније.

## Тренерска каријера
По завршетку играчке каријере радио је као тренер млађих категорија Црвене звезде, као и на месту помоћног тренера у стручном штабу црвено-белих. У два наврата био је тренер првог тима. Први пут је дошао на кормило најтрофејнијег српског клуба после одласка са клупе Владимира Петровића Пижона у сезони 1996/97. Освојио је Куп Југославије 1997. победом над Војводином у реваншу финала од 1:0.
Други пут је постао тренер Звезде после смене Мише Косановића услед слабијих резултата у шампионату 1998/99 и поново одвео екипу до трофеја као дежурни ватрогасац у клубу. После бомбардовања Звезда је тријумфовала у националном купу победом у финалу против Партизана од 4:2.